# Zeitz
Zeitz é um município da Alemanha, situado no distrito de Burgenlandkreis, no estado de Saxônia-Anhalt. Tem 87,15 km² de área, e sua população em 2019 foi estimada em 27.601 habitantes.